# Tetsuo Matsumoto
Pour les articles homonymes, voir Matsumoto.
Tetsuo Matsumoto (松本 哲男, Matsumoto Tetsuo) est un peintre japonais du XXe siècle, né en 1943 à Sano (ville située dans la préfecture de Tochigi au Japon.

## Biographie
Tetsuo Matsumoto est un peintre de compositions religieuses, de paysages. Traditionnel, tendance occidentale. Il commence l'étude du dessin sous la direction de Tetsuo Tsukahara. En 1968, il est diplômé de la Faculté des Beaux-Arts de l'université de Utsunomiya et devient professeur d'art plastique au lycée. En 1972, il reçoit l'enseignement de Tadaïchi Konno et en 1974, celui de Senjin Gōkura. Il obtient le prix de l'Académie des Beaux-Arts du Japon et le prix Taikan en 1974 et 1976. Il devient membre de cette Académie en 1983 et est nommé professeur assistant de la Faculté des Beaux-Arts de l'Université de Yamagata en 1993. 

## Parcours
Ses nombreux voyages en Indonésie, Chine, Népal, Allemagne, Italie, France, Espagne Portugal, Inde, Belgique, Angleterre, Écosse, Alaska, Turquie, États-Unis, alimentent son œuvre. Il participe pour la première fois au Salon Inten en 1969, puis 1972, 1974, 1976 et 1983 date à laquelle il obtient le prix d'Encouragement et 1993 recevant le prix du Premier Ministre. Il est présent à l'exposition de peinture japonaise contemporaine organisée à Bruxelles pour les Europalia depuis 1889. En 1992, une exposition personnelle lui est consacrée au grand magasin Seibu à Utsunomiya, au Yūrakuchō Art Forum de Tokyo et au Daimaru Museum à Kyoto. En 1994, l'Espace des Arts Mitsukoshi-Étoile organise sa première exposition personnelle à Paris.

## Style et technique picturale
Matsumoto considère qu'il fait une peinture nihon-ga ou peinture traditionnelle japonaise, qui consiste à utiliser des pigments obtenus à partir de minéraux mélangés à une colle, même lorsqu'il utilise la peinture à l'huile ou l'aquarelle, techniques occidentales, parce que selon lui son art demeure toujours profondément japonais. Étant donné qu'il peint des paysages, dont il donne une vision à 360⁰, il utilise parfois le paravent comme support. Son œuvre montre une volonté de rendre l'immensité de l'Univers, donnant un caractère spirituel, non seulement à ses représentations religieuses, mais aussi aux paysages grandioses, rencontrés dans tous les pays qu'il visite.

## Musées
- Préfecture d'Aichi (Musée):
  - Derniers reflets du soleil sur les monts désertiques du Kaisan, daté 1985.
- Kitakyūshū (Mus. municipal):
  - Le Palais du Potala, daté 1984.
- Tokyo:
  - Nasu, daté 1978.